# بتا اس‌ای
بتا اس‌ای (انگلیسی: Beta SA) شرکت موتورسیکلت‌سازی ایتالیایی است، که در سال ۱۹۰۴ تأسیس شد.